# Corpúsculos de Herbst
O corpúsculo de Herbst é um receptor sensorial mecânico especializado encontrado predominantemente em aves. Trata-se de uma estrutura encapsulada altamente sensível a estímulos táteis, responsável pela detecção de vibrações, pressão e outras informações mecânicas do ambiente. Essa sensibilidade tátil aprimorada permite que as aves tenham uma percepção refinada para manipulação, exploração e interação com o meio ao seu redor.

## Estrutura
O corpúsculo de Herbst apresenta uma estrutura semelhante ao corpúsculo de Pacini, um receptor encontrado em mamíferos. Ele consiste em uma cápsula formada por múltiplas camadas concêntricas de células achatadas, intercaladas com tecido conjuntivo, que envolvem uma terminação nervosa central. Essa organização confere à estrutura a capacidade de amplificar e transmitir de forma eficiente os estímulos mecânicos para os neurônios aferentes. 
A cápsula funciona como um filtro mecânico seletivo, sendo particularmente sensível a vibrações rápidas e mudanças abruptas na pressão, enquanto ignora estímulos mais lentos e contínuos. Tal mecanismo é fundamental para sua função especializada na detecção de estímulos táteis dinâmicos e rápidos, garantindo respostas sensoriais precisas e rápidas.

## Funções
A função principal do corpúsculo de Herbst é atuar como receptor tátil de alta sensibilidade, permitindo que as aves percebam vibrações e pressões sutis em seus ambientes imediatos. Essa capacidade sensorial é essencial para uma variedade de comportamentos, como a busca por alimento, navegação em ambientes complexos e interação social entre indivíduos da mesma espécie.
Por exemplo, aves aquáticas como patos, marrecos e outras espécies utilizam os corpúsculos de Herbst localizados no bico para detectar a presença de presas em ambientes onde a visão é limitada, como sob a água ou na lama. Esses corpúsculos sensoriais captam vibrações e pequenas variações na pressão causadas pela movimentação de invertebrados e outros pequenos organismos, permitindo que as aves localizem e capturem suas presas de forma eficiente.
Além da alimentação, esses receptores desempenham papel importante na exploração tátil do ambiente, fornecendo feedback sensorial crucial para o controle motor fino, que é fundamental para a manipulação de objetos, construção de ninhos e outras atividades que exigem precisão.

## Distribuição e Variedade entre Espécies
Os corpúsculos de Herbst estão distribuídos principalmente no bico das aves, onde a sensibilidade tátil é especialmente crítica para a interação com o ambiente. Também podem ser encontrados nas patas, especialmente em espécies que utilizam essas regiões para exploração ou locomoção sensorial, como aves que caminham em terrenos irregulares ou procuram alimento no solo.
A densidade e a distribuição desses corpúsculos variam significativamente entre diferentes espécies, refletindo adaptações ecológicas específicas. Por exemplo, aves que dependem mais da sensação tátil para obter alimento apresentam uma maior concentração dessas estruturas, enquanto aquelas que utilizam predominantemente a visão podem apresentar uma distribuição menos densa.

## Aspectos Evolutivos e Comparativos
A evolução dos corpúsculos de Herbst representa uma adaptação sensorial importante para aves que dependem da percepção tátil para sobreviver e interagir com o ambiente. Essa especialização demonstra a diversidade e a complexidade dos sistemas sensoriais animais, evidenciando como diferentes grupos taxonômicos desenvolveram receptores sensoriais adaptados às suas necessidades ecológicas específicas.
Do ponto de vista comparativo, embora estruturalmente similares aos corpúsculos de Pacini encontrados em mamíferos, os corpúsculos de Herbst exibem diferenças funcionais e adaptativas relacionadas ao modo de vida das aves. Essa evolução convergente ressalta a importância da sensibilidade tátil em diferentes grupos animais e como ela pode ser refinada para atender a funções específicas. 